# Passwarden
Passwarden es un software de gestión de contraseñas compatible con los sistemas operativos Android, iOS, macOS y Windows, así como con extensiones de navegador y una aplicación web.
Passwarden fue desarrollado por KeepSolid, una empresa de ciberseguridad con sede en Nueva York, Estados Unidos y Odesa, Ucrania.

## Historia
Passwarden se presentó en 2020, con disponibilidad para las plataformas Android, iOS, macOS y Windows, además de extensiones de navegador y una aplicación web. Tras su lanzamiento, KeepSolid ha presentado Passwarden como una aplicación independiente y como un componente de la suite de software MonoDefense.
En 2022, Passwarden añadió a su software la función Security Dashboard.

## Tecnología
Passwarden ofrece aplicaciones de escritorio para Windows y macOS, aplicaciones móviles para iOS y Android, extensiones de navegador para Mozilla Firefox, Safari, Edge y Google Chrome, y una aplicación web.
El software emplea los protocolos AES-256 y EC p-384 para el cifrado de datos de extremo a extremo, utilizando una contraseña maestra y autenticación de dos factores (a través de códigos de un solo uso enviados al correo electrónico de los usuarios) para proteger las cuentas de usuario.

## Características
Proporciona sincronización de dispositivos, autenticación de dos factores y permite compartir contraseñas a través de un único almacén.
Dentro de un almacén, los usuarios pueden almacenar credenciales de acceso a cuentas, información personal, datos de pago o notas cifradas. Passwarden permite la creación de múltiples bóvedas, ofreciendo flexibilidad en la organización de contraseñas.
Mediante el sistema de bóvedas, se pueden compartir de forma segura bóvedas individuales. Esta función permite compartir información de cuentas con familiares o compañeros de trabajo, restringiendo su acceso únicamente a los datos de la bóveda compartida.
Dos características destacables son el "modo forzado", que permite a los usuarios ocultar información específica almacenada, y un panel de seguridad que alerta a los usuarios de posibles problemas de seguridad de los datos, como contraseñas débiles o reutilizadas o inicios de sesión de usuario comprometidos como consecuencia de brechas de seguridad.

## Recepción
En noviembre de 2022, Mike Jennings, en su reseña de TechRadar, calificó Passwarden como "seguridad y compartición de contraseñas de primera categoría para individuos y equipos."
En mayo de 2023, TechRadar incluyó a Passwarden en su lista de Mejores Gestores de Contraseñas.